# Овсяниково (Любимский район)
Овсяниково — деревня в Любимском районе Ярославской области.
С точки зрения административно-территориального устройства входит в состав Воскресенского сельского округа. С точки зрения муниципального устройства входит в состав Воскресенского сельского поселения.

## География
Находится на берегу река Куза.

## Население
Население по состоянию на 2010 год — 6 чел., по состоянию на 1989 год — 27 чел.